# Công quốc Bretagne
Công quốc Brittany (tiếng Latin: Britannia Ducatus; tiếng Breton: Dugelezh Breizh; tiếng Pháp: Duché de Bretagne) là một quốc gia phong kiến thời trung cổ tồn tại từ khoảng năm 939 đến năm 1547. Lãnh thổ của nó bao phủ toàn bộ bán đảo Brittany, giáp với Đại Tây Dương ở phía Tây và Eo biển Anh ở phía Bắc. Nó cũng tiếp giáp một đoạn ngắn với sông Loire ở phía Nam, Normandy và các tỉnh khác của Pháp ở phía Đông. Công quốc được thành lập sau khi quân đội Người Viking bị trục xuất khỏi khu vực vào khoảng năm 939. Vào thế kỷ thứ X và XI, công quốc không ổn định về chính trị, với các công tước chỉ nắm giữ quyền lực hạn chế bên ngoài vùng đất cá nhân của họ. Công quốc có mối quan hệ hỗn hợp với Công quốc Normandy láng giềng, đôi khi liên minh với Normandy, và vào những thời điểm khác, chẳng hạn như Chiến tranh Breton-Norman, dẫn đến xung đột công khai.
Henry II của Anh đã xâm lược Brittany vào giữa thế kỷ XII và trở thành Bá tước xứ Nantes vào năm 1158 theo một hiệp ước với Công tước Conan IV của Brittany. Con trai của Henry là Vương tử Geoffrey, trở thành Công tước sau cuộc hôn nhân với Constance, Nữ công tước xứ Brittany. Các Vua Angevin của Anh vẫn nắm quyền kiểm soát cho đến khi đế chế của họ ở miền Bắc nước Pháp sụp đổ vào năm 1204. Hoàng gia Pháp duy trì ảnh hưởng của mình đối với Công quốc trong phần còn lại của thế kỷ XIII. Các dòng tu được hỗ trợ bởi tầng lớp quý tộc Breton đã lan rộng khắp Công quốc vào thế kỷ XI và XII, và vào thế kỷ XIII, dòng hành khất đầu tiên đã thành lập tại các thị trấn lớn của Brittany. Nội chiến nổ ra vào thế kỷ XIV, khi các đối thủ tranh giành Công quốc đã tiến hành đấu đá nhau trong Chiến tranh Kế vị Breton, với các phe phái khác nhau được Anh và Pháp ủng hộ.
Chủ quyền và độc lập của Công quốc bắt đầu chấm dứt sau cái chết của Francis II, Công tước xứ Brittany vào năm 1488. Công quốc được thừa kế bởi con gái của ông là Công nữ Anne, nhưng Vua Charles VIII của Pháp đã hủy bỏ cuộc hôn nhân hiện tại Anne và sau đó tự mình kết hôn với cô ấy. Kết quả là, Vua Pháp đã có được tước hiệu Công tước xứ Brittany – jure uxoris. Vương miện của Công tước được hợp nhất với vương miện của Pháp vào năm 1532 thông qua một cuộc bỏ phiếu của Điền trang Brittany, sau cái chết của Vương hậu Claude của Pháp, nữ công tước có chủ quyền cuối cùng. Các con trai của bà là Francis III, Công tước xứ Brittany và sau đó là Henry II của Pháp trong mọi trường hợp sẽ tạo ra một liên minh cá nhân sau cái chết của cha họ.
Sau Cách mạng Pháp, và là kết quả của các hình thức chính phủ cộng hòa khác nhau của Pháp kể từ năm 1792, công quốc được thay thế bằng hệ thống các département (hoặc các tỉnh) của Pháp tiếp tục tồn tại dưới thời Cộng hòa thứ năm của Pháp. Trong thời hiện đại, các département cũng đã tham gia vào các Vùng hành chính mặc dù Vùng hành chính của Brittany không bao gồm toàn bộ công quốc thời trung cổ.

## Nguồn gốc

Brittany thế kỷ IX

## Vai trò của Giáo hội Công giáo

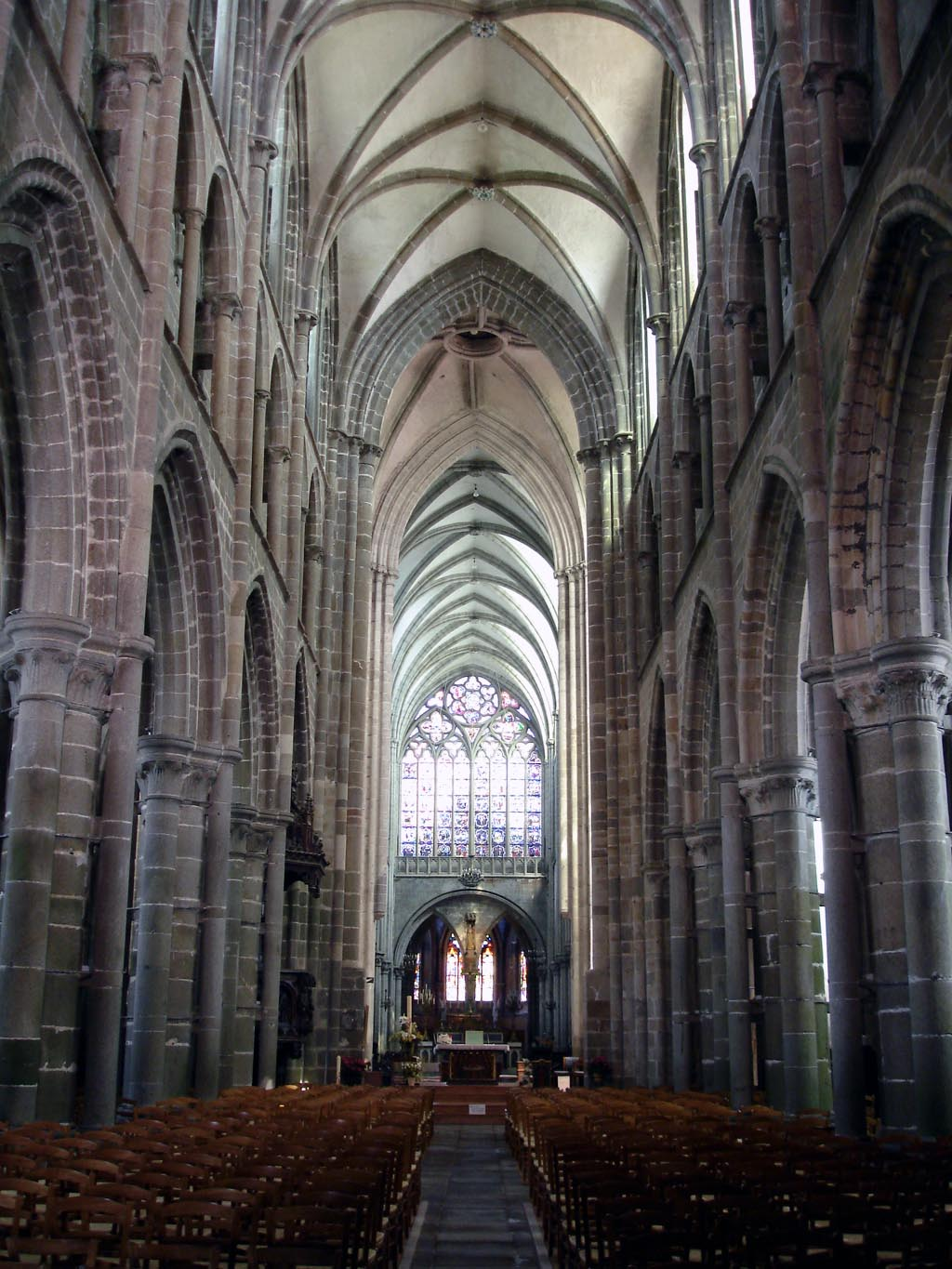
Nội thất của Nhà thờ Dol, Trụ sở của Tổng Giám mục xứ Dol, dành riêng cho Thánh Samson